# Tectiviridae
Die Virusfamilie Tectiviridae (lat. tectus: bedeckt) umfasst nur drei Gattungen  Alphatectivirus, Betatectivirus und Gammatectivirus – die frühere Gattung Tectivirus wurde vom International Committee on Taxonomy of Viruses (ICTV) inzwischen aufgespalten.
Die Tectiviridae gehören zum Phylum Preplasmiviricota innerhalb des Realms Varidnaviria. Ihre Wirte sind Bakterien, was sie als Bakteriophagen klassifiziert.

## Morphologie

Schemazeichnung eines Textiviridae-Virions, Querschnitt und Außenansicht,

Dei den Tectividiae besitzen die Viruspartikel (Virionen) ein unbehülltes ikosaedrisches Kapsid mit einem Durchmesser von 66 nm. Dieses Kapsid besteht aus 240 Kapsomeren; die jeweils aus Trimeren des Kapsidproteins P3 bestehen.
Das Kapsid besitzt an den Ikosaeder-Ecken jeweils einen fiberartigen Fortsatz (spike, Peplomer) von etwa 20 nm Länge, das aus zwei Proteinen (P2 und P5) aufgebaut und an der Basis an einem Pentonprotein verankert ist.
Innerhalb des Kapsids befindet sich ein Lipidmembran-Bläschen, das aus Virusproteinen und der Lipidmembran des Wirtsbakteriums besteht. Zur Ausschleusung des DNA-Genoms wird aus dem inneren Membranbläschen eine schwanzartige Röhre von ca. 60 × 10 nm durch das Kapsid ausgestülpt (daher die Namensgebung Tecti- für die Eigenschaft dieses „verdeckten“ Injektionsapparates). Diese ungewöhnliche Struktur eines Membranbläschens innerhalb eines ikosaedrischen Kapsids teilen sich die Tevtiviridae mit der Familie Corticoviridae.

## Genom
Das Genom der Tectiviridae ist unsegmentiert (monopartit) und besteht aus einem linearen, doppelsträngigen DNA-Molekül von etwa 15 kbp (Kilobasenpaaren) Länge.
Dieses ist in verdrillter (coiled) Form innerhalb des Membranbläschens verpackt und die 5'-Enden beider Teilstränge sind kovalent mit Proteinen verknüpft.
Der Prototyp der Familie, der Enterobacteria-Phage PRD1, kodiert für 25 Virusproteine.

## Replikationszyklus

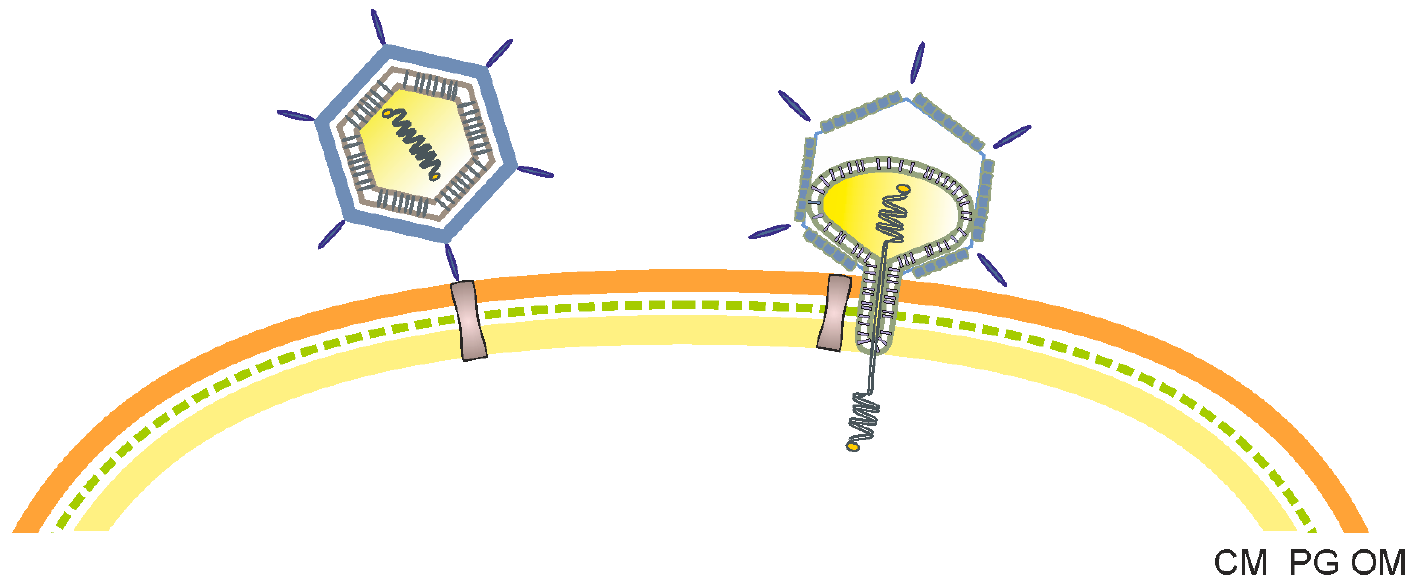
Eintrittsmechanismus von Enterobacteria-Phage PRD1.

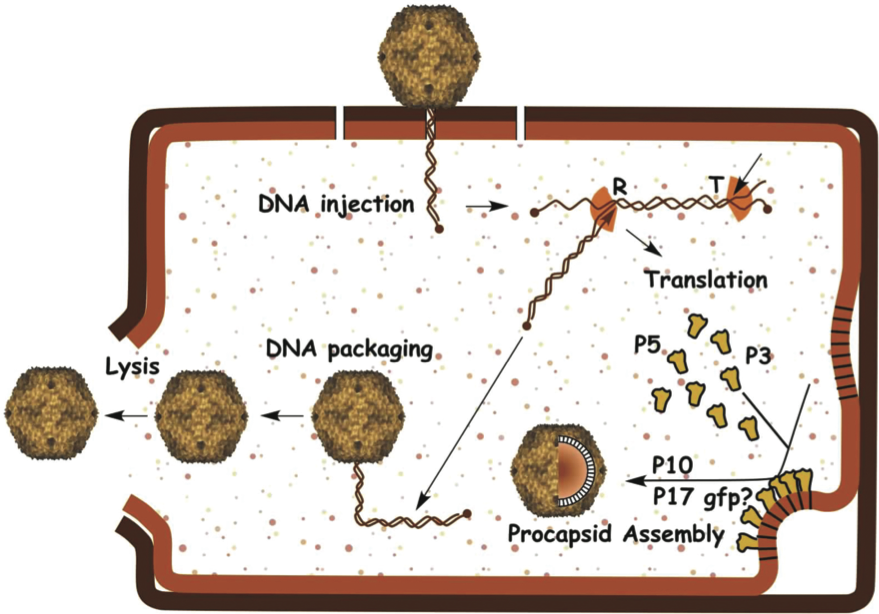
Diagramm des Replikationszyklus von Enterobakteria-Phage PRD1.

Die Replikation der Tectiviridae geschieht in folgenden Schritten:
1. Infektion: Der Phage heftet sich über sein Spike-Protein P2 an die Zielzelle. Daraufhin wird ein Proteinkomplex aus P2, P5, P31 und einem Teil des Kapsids (P3) freigesetzt, der eine Öffnung im Kapsid erzeugt.
2. Die innere Kapsidmembran verwandelt sich in eine röhrenförmige Struktur (Schwanzstruktur), die durch das Loch im Kapsid ragt und die äußere Membran und Peptidoglykanschicht des Wirts durchdringt, um mit der Plasmamembran des Wirts zu verschmelzen und die virale DNA ins Zytoplasma des Wirts freizusetzen.[Anm. 1]
3. Transkription und Translation  der ersten („frühen“) Gene.
4. Replikation der genomischen dsDNA.
5. Transkription und Translation der restlichen („späten“) Gene.
6. Assemblierung: Zusammenbau der noch leeren Kapsidhüllen der Nachkommenschaft.
7. Die neu erzeugte genomische DNA wird in Kapsidhüllen verpackt.
8. Die nun reifen Virionen werden durch Lyse aus der Zelle freigesetzt.

## Wirte
Die Wirte der Tectiviridae sind mesophile Bakterien. Lediglich die Spezies Thermus Phage p37-14 befällt thermophile Bakterien und ist in vulkanischen Quellen und Geysieren zu finden.

## Systematik
Besonders der Enterobacteria-Phage PRD1 zeigt äußerst viele Ähnlichkeiten zu Mitgliedern der Adenoviridae bezüglich der Kapsidstruktur (trimere hexagonale Kapsomere, Pentone, Fibern) und der Genomorganisation (lineare dsDNA, sogenannte Inverted Terminal Repeats, terminale Proteine, DNA-Polymerase Typ B). Diese Ähnlichkeiten deuten auf eine gemeinsame Herkunft, d. h. sie beruhen auf Homologie Beide Familien wurden daher vom ICTV im März 2020 in dieselbe Klasse Tectiliviricetes gestellt.
Nach ICTV Master Species List #38 vom März 2023:
- Familie Tectiviridae

- Genus Alphatectivirus

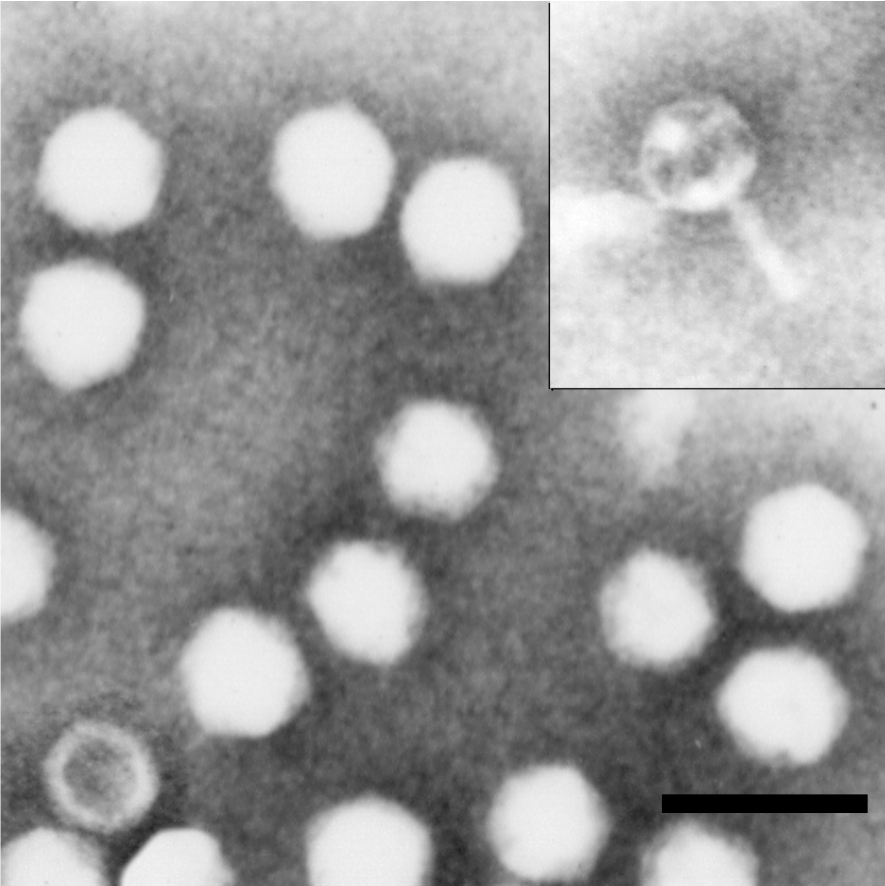
EM-Aufnahme von Virionen des Enterobakterien-Phagen PRD1. Der Inset zeigt ein Virion mit einer herausragenden schwanzartigen Struktur. Balken 100 nm.

- Spezies Pseudomonas-Virus PR4 (wiss. Alphatectivirus PR4)
- Spezies Pseudomonas-Virus PRD1 (wiss. Alphatectivirus PRD1), mit  Enterobacteria-Phage PRD1 (Typusspezies, Subtypen: L17, PRD1, PR3, PR4, PR5, PR722; PR722)

- Genus Betatectivirus
  - Spezies Bacillus-Virus AP50 (wiss. Betatectivirus AP50), mit Bacillus-Phage AP50
  - Spezies Bacillus-Virus Bam35 (wiss. Betatectivirus Bam35), mit Bacillus-Phage Bam35  (Subtypen: Bam35c, pGIL01, pGIL02)
  - Spezies Bacillus-Virus GIL16 (wiss. Betatectivirus GIL16), mit Bacillus-thuringiensis-Phage GIL16c alias Bacillus-Phage ΦNS11
  - Spezies Betatectivirus sato
  - Spezies Betatectivirus sole
  - Spezies Bacillus-Virus Wip1 (wiss. Betatectivirus Wip1)

- Genus Gammatectivirus
  - Spezies Gluconobacter-Virus GC1 (wiss. Gammatectivirus GC1)

- Genus Deltatectivirus

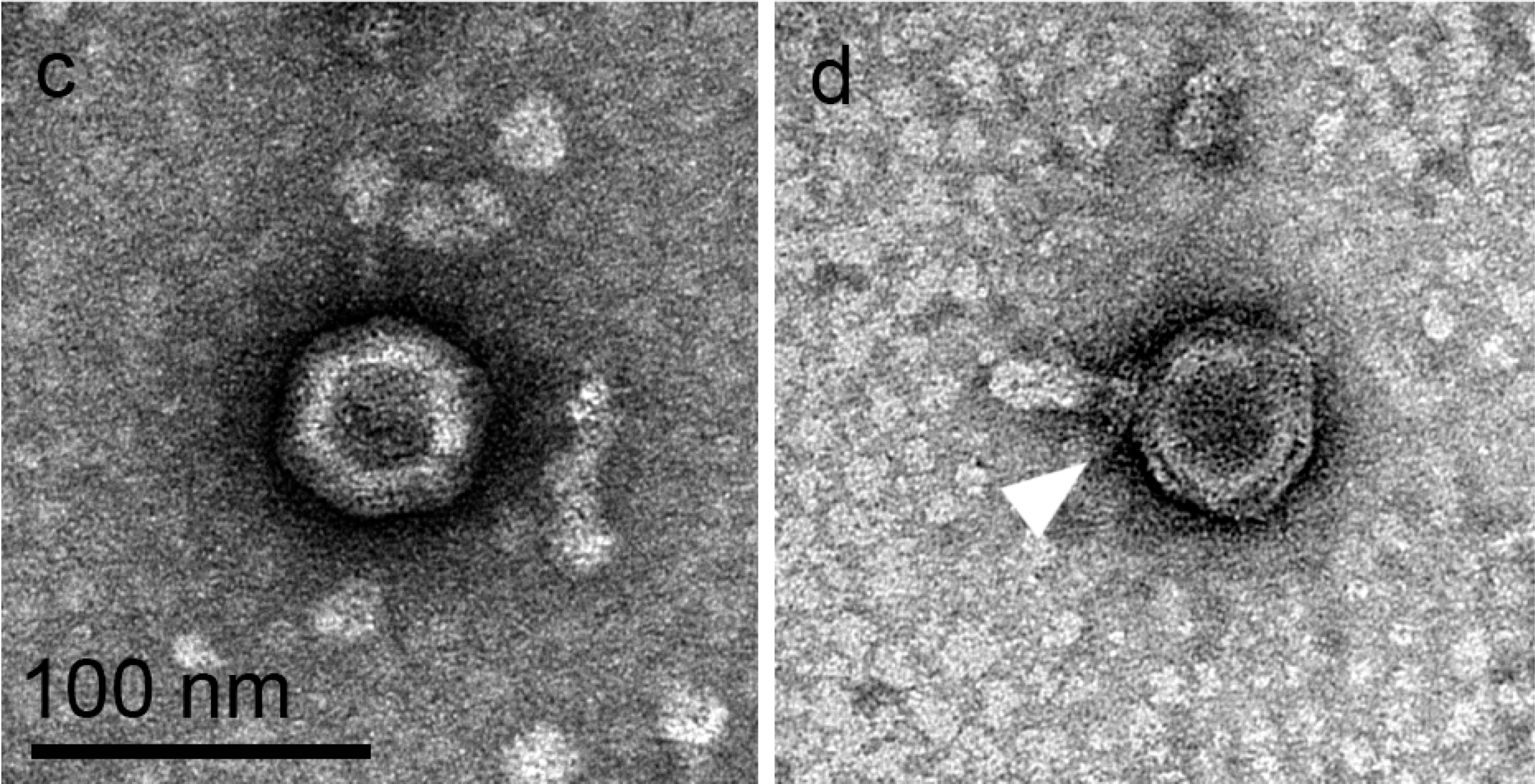
Virionen des Streptomyces-Phagen Forthebois, rechts mit „Nonotube“.

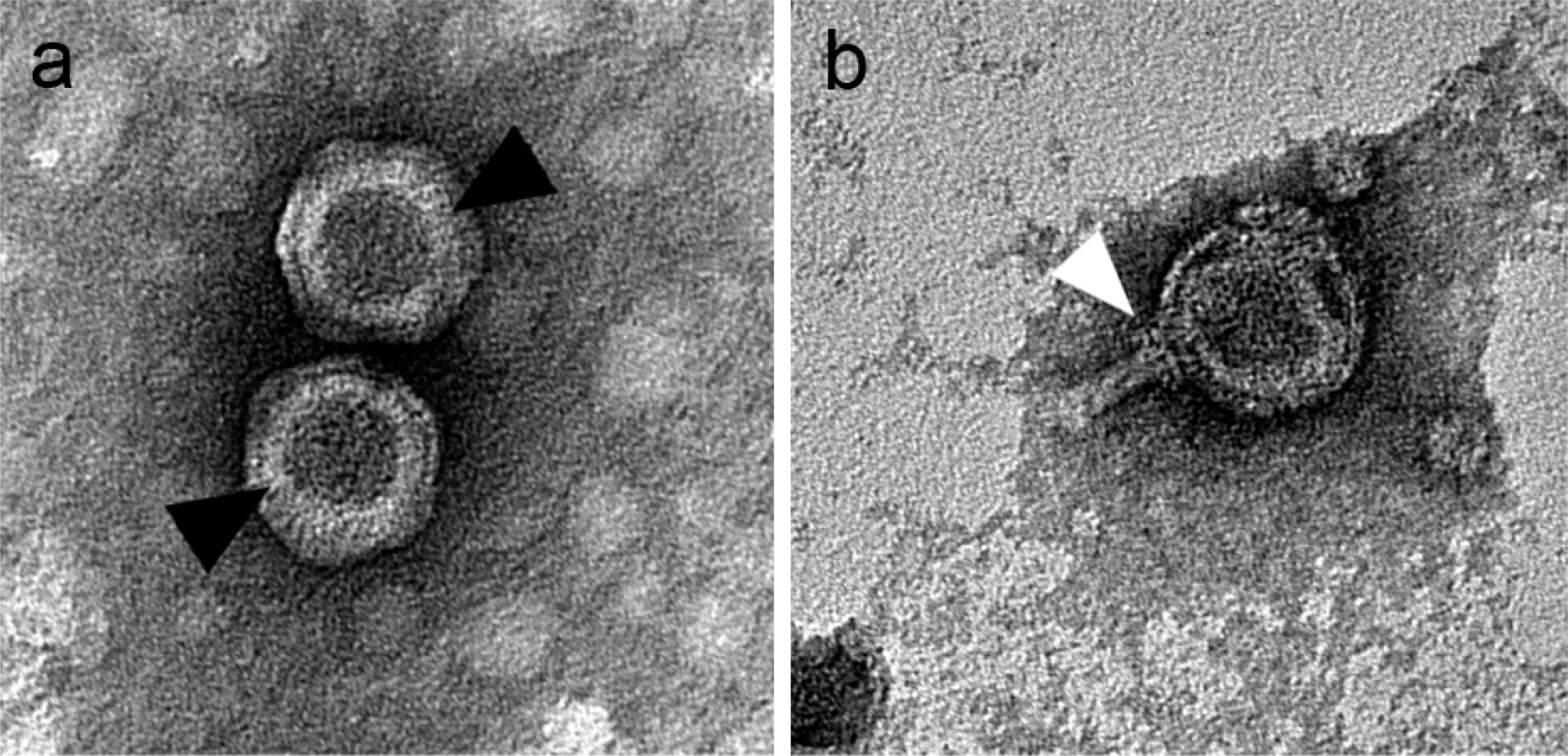
Virionen des Streptomyces-Phagen WheeHeim, rechts mit „Nonotube“.

  - Spezies Streptomyces-Virus Forthebois (wiss. Deltatectivirus forthebois)
  - Spezies Streptomyces-Virus WheeHeim (wiss. Deltatectivirus wheeheim)

- Genus Epsilontectivirus

- Spezies Rhodococcus-Virus Toil (wiss. Epsilontectivirus toil)

- vorgeschlagene Mitglieder der Familie ohne Gattungszuweisung:

- weitere Spezies siehe Taxonomie des NCBI: nicht-klassifizierte Tectiviridae.

- frühere Mitglieder:

- Spezies „Thermus Phage P37-14“ (offizieller Status vom ICTV aberkannt, da Gensequenz fehlt)